# اندیس درباغ
درباغ یک اندیس فلزی است که در حوالی شهر قلعه منوجان استان کرمان قرار دارد و مادهٔ معدنی موجود در آن، طلا است.  